# Abissi
Abissi (The Deep) è un film del 1977 diretto da Peter Yates e basato sull'omonimo romanzo del 1976 di Peter Benchley.

## Trama
Durante un'immersione nei pressi di un vecchio relitto sull'orlo di una fossa oceanica nelle Bermuda, i due subacquei David Sanders e Gail Berke recuperano un monile in argento, alcune posate e una piccola fiala di vetro contenente un liquido ambrato. Rientrati in porto, la fiala viene casualmente notata dal ragazzo che aveva noleggiato le bombole subacquee ai due. Quella sera, la coppia viene avvicinata da Henri Cloche, un uomo elegante dall'accento francese che afferma di essere un collezionista particolarmente interessato alla fiala recuperata dai due giovani. Subodorando qualcosa di poco chiaro, David nega di aver mai trovato qualcosa di simile durante la loro immersione.
Su consiglio della curatrice del museo locale, il giorno successivo la coppia si presenta alla casa-faro di Romer Treece, un famoso esperto di tesori sommersi, che minimizza il ritrovamento del monile e sottrae ai due la fiala senza che se ne accorgano. Rientrando dalla casa di Treece, la coppia viene sequestrata da un gruppo di neri alle dipendenze di Cloche. Dopo aver constatato che la fiala non è più in possesso dei due, Cloche li libera e la coppia torna da Treece per avere spiegazioni. Treece spiega ai due giovani che la fiala contiene morfina e che l'interesse di Cloche è scoprire da dove proviene per fabbricare eroina da rivendere poi negli Stati Uniti. Treece presenta alla coppia Adam Coffin, l'unico sopravvissuto al naufragio del Golia, la nave militare dell'esercito che trasportava la morfina nei cui pressi si erano immersi i due.
Ripulendo il medaglione, Treece scopre la scritta "S.C.O.P.N." (Santa Clara Ora Pro Nobis) e la data 1714. Da questo elemento Treece comincia a sviluppare l'idea che, in quell'anno, una nave spagnola fosse naufragata in quelle acque, e che, molti secoli dopo, una tempesta di forza uguale abbia fatto naufragare nello stesso identico punto anche il Golia. Treece e David decidono di immergersi quella sera stessa per scoprire di più sul relitto del Golia e trovare altri elementi a supporto della teoria di Treece.
Mentre Treece e David esplorano il relitto del Golia, si imbattono in una gigantesca murena che ha trovato il suo habitat ideale all'interno del relitto. Nel frattempo Gail, rimasta sola in albergo, viene aggredita da un gruppo di sconosciuti e sottoposta ad un rito voodoo organizzato da Cloche per spaventare la coppia. Treece mina il relitto preventivamente sapendo che Cloche ha scoperto dove si trova la morfina e con David recupera la serratura di un vecchio forziere spagnolo e un piccolo contenitore in oro pieno di perle nei recessi della nave. Mentre i due stanno rientrando, Treece nota che le luci dell'appartamento di David e Gail sono spente. Temendo che sia successo qualcosa, i due si dirigono velocemente verso la costa. Qui David, risalendo la scogliera con un montacarichi, viene aggredito da uno degli sgherri di Cloche. David ha la meglio nella lotta e lo butta giù dal montacarichi. David trova Gail, viva e in salute, ma spaventata a morte in albergo, e Treece consiglia alla coppia di trasferirsi da lui finché non sarà stato tutto chiarito.
La mattina successiva, Treece incontra Cloche allo stadio e stipula con lui un accordo: gli consegnerà le 98.000 fiale di morfina che recupererà dal relitto per un milione di dollari e con la garanzia che i due giovani non verranno più infastiditi. Cloche accetta, e Treece, David e Gail avviano una serie di immersioni per recuperare le fiale di morfina e eventuali altri tesori nascosti nel relitto. I tre sommozzatori si fanno dare una mano da Coffin, ma senza metterlo al corrente del tesoro che potrebbe trovarsi nel relitto. Durante questa prima immersione, Cloche tenta comunque di togliere di mezzo i tre buttando in acqua pezzi di carne macellata per attirare gli squali. I tre recuperano la campana di una nave francese e una croce in oro tempestata di rubini, ma sono costretti a scappare per via degli squali. Coffin, vedendo la croce d'oro, scopre che nel relitto c'è ben più del carico di morfina e ne rimane profondamente contrariato. I due giovani non riescono a spiegarsi il perché della campana di una nave francese su un relitto spagnolo, e Treece, molto astutamente, ipotizza che il governatore della Florida, consapevole del prezioso carico di gioielli, avesse trasferito il forziere dalla nave ammiraglia della flotta spagnola su una meno appariscente nave francese che trasportava tabacco, e che sia stata proprio la nave francese ad essere naufragata secoli prima.
Recuperando la croce d'oro, i tre hanno ora in mano la prova di aver scoperto il relitto, e di poter quindi beneficiare della notorietà che ne consegue. David tuttavia insiste per immergersi un'ultima volta per raccogliere più oggetti. Coffin viene avvicinato da Cloche, a cui rivela del tesoro. Consci della pericolosità di Cloche, specie ora che sono in possesso di moltissime fiale di morfina, i tre si trincerano in casa di Treece, e nascondono le fiale nel vecchio faro che poi lo stesso Treece provvede a minare. Coffin, approfittando della fiducia degli uomini di Treece, introduce oltre il cordone di sicurezza uno degli uomini di Cloche. Costui uccide Kevin, amico fedele di Treece, dopo un'accanita lotta, e Treece decide di far saltare la nave dopo l'ultima immersione. Mentre Treece, David e Gail si preparano a prendere il largo per immergersi, Coffin cerca di rubare le fiale, ma muore nell'esplosione.
David e Treece si immergono lasciando Gail a guardia della barca, ma poco lontano anche Cloche e i suoi uomini si immergono per chiudere definitivamente la questione. Gail viene aggredita da uno degli uomini di Cloche, ma riesce ad ucciderlo. Anche sott'acqua si scatena la lotta tra Treece, David e gli uomini di Cloche. Treece costringe David ad uscire dal relitto dopo aver acceso la miccia degli esplosivi, ingaggiando una selvaggia lotta con Cloche. Mentre i due lottano, Cloche viene aggredito dalla murena, che lo uccide e lo trascina nella sua tana. David intanto, risalito in superficie, assiste impotente con Gail all'esplosione sottomarina che trascina il relitto oltre la fossa oceanica. Ma poco dopo Treece emerge in superficie lanciando a David l'ultimo gioiello: un dragone d'oro dagli occhi di smeraldo, la prova definitiva di aver scoperto uno dei più importanti tesori sottomarini delle Bermuda.

## Produzione

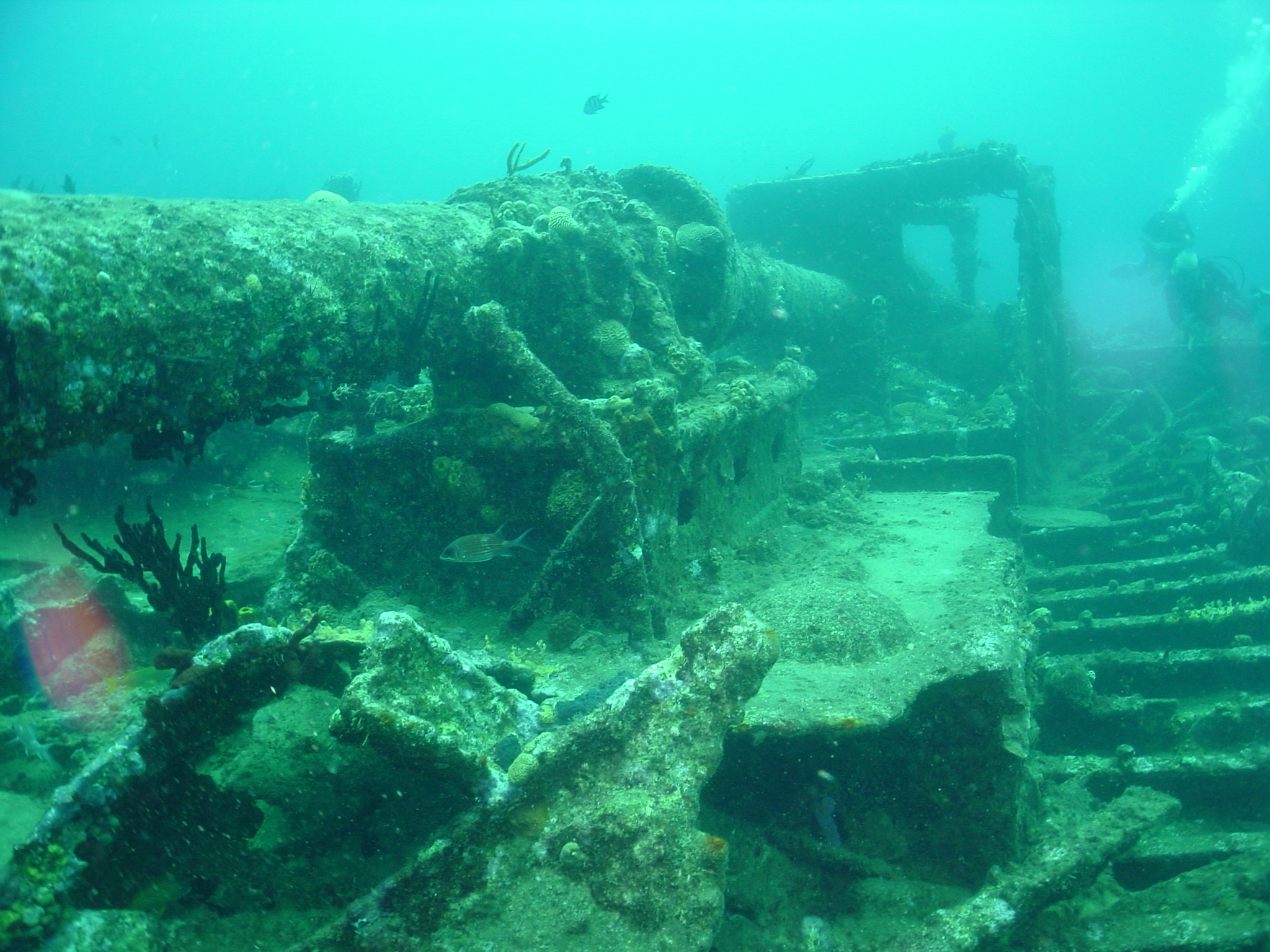
Il relitto della RMS Rhone.

Il relitto del Golia nel film è in realtà quello della RMS Rhone naufragato nei fondali delle Isole Vergini Britanniche.
Alle riprese subacquee ha partecipato la Panavision fornendo attrezzature e telecamere adatte. Lo Smithsonian Institution e la National Geographic Society hanno collaborato con gli autori della sceneggiatura annotando carteggi e informazioni sul luogo, sui relitti e sui tesori.
Del film esiste una versione leggermente più lunga con un prologo che racconta della giovinezza di Treece e di come avesse salvato Coffin dal naufragio del Golia. In queste sequenze, le versioni giovanili dei due personaggi sono interpretate dai figli di Robert Shaw e di Eli Wallach. Sempre nel prologo del film appare Peter Benchley, l'autore del romanzo da cui è stato tratto il film, nel ruolo di uno degli ufficiali del Golia.